# Парламентские выборы в Каталонии (2012)
Досрочные парламентские выборы в Каталонии были объявлены 25 сентября 2012 года и состоялись два месяца спустя, 25 ноября. Толчком к проведению досрочных выборов послужила демонстрация в Барселоне 11 сентября, в Национальный день Каталонии, с требованием отделения Каталонии от Испании и провал переговоров между Президентом Каталонии Артуром Масом и председателем правительства Испании Мариано Рахоем о предоставлении Каталонии большего суверенитета в составе Испании.

## Итоги
Партия «Конвергенция и Союз» выступающая за отделение Каталонии хоть и набрала больше всех голосов, однако они составили всего 30,68 % от общего числа голосов избирателей.